# Chittagong Hill Tracts

Die drei Distrikte des Chittagong Hill Tracts in Bangladesch

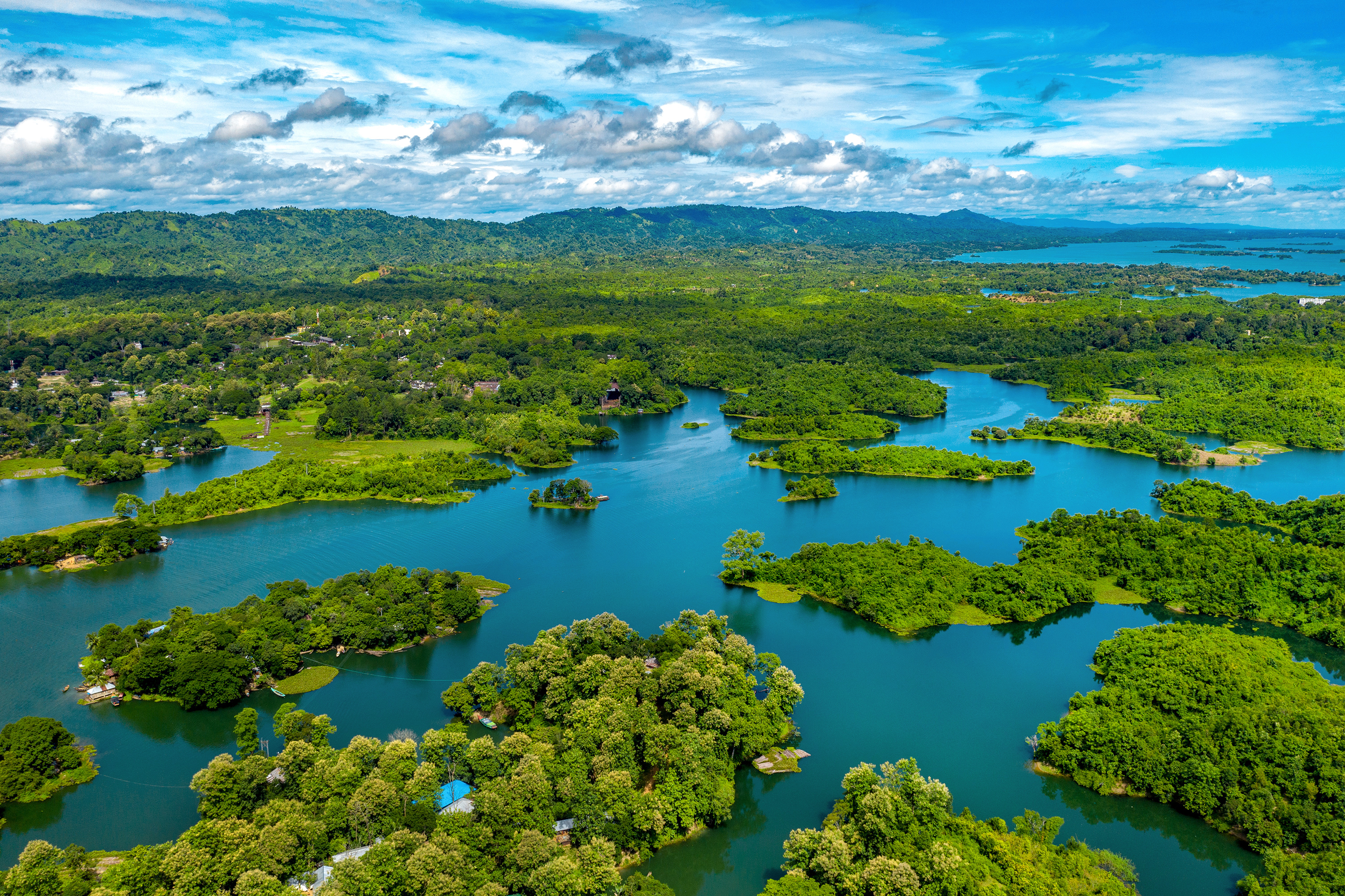
Kaptai-Nationalpark in Chittagong Hill Tracts in Bangladesch

Die Chittagong Hill Tracts (CHT) sind eine autonom verwaltete Provinz mit einer Fläche von 13.295 km² im äußersten Südosten von Bangladesch.

## Geographie
Die Chittagong Hill Tracts liegen im Südosten Bangladeschs innerhalb der drei Distrikte Khagrachhari, Rangamati und Bandarban im Osten der Division Chittagong. Sie grenzen an die Bundesstaaten Tripura und Mizoram in Indien und an die Verwaltungseinheiten Chin-Staat und Rakhaing-Staat in Myanmar an. 
Die Region ist, im Gegensatz zum Rest Bangladeschs, hügelig und von einem dichten Urwald überzogen. In ihr stehen die höchsten Berge Bangladeschs, Mowdok Mual (1045 m), Zow Tlang (999 m), Dumlong (997 m) und Keokradong (980 m).

## Geschichte
Die Chittagong Hill Tracts standen unter der Herrschaft Tripuras, Arakans und der Sultane, bevor sie 1760 in den Machtbereich der britischen East India Company fielen. Diese Macht beschränkte sich zunächst auf die Erhebung von Steuern. Der Verwaltungsdistrikt der Chittagong Hill Tracts wurde dann 1860 während der britischen Kolonialherrschaft durch den Frontier Tribes Act 22 of 1860 geschaffen. Im Jahr 1900 wurde das Berggebiet durch den Chittagong Hill Tract Regulation Act in drei Subverwaltungseinteilungen untergliedert.

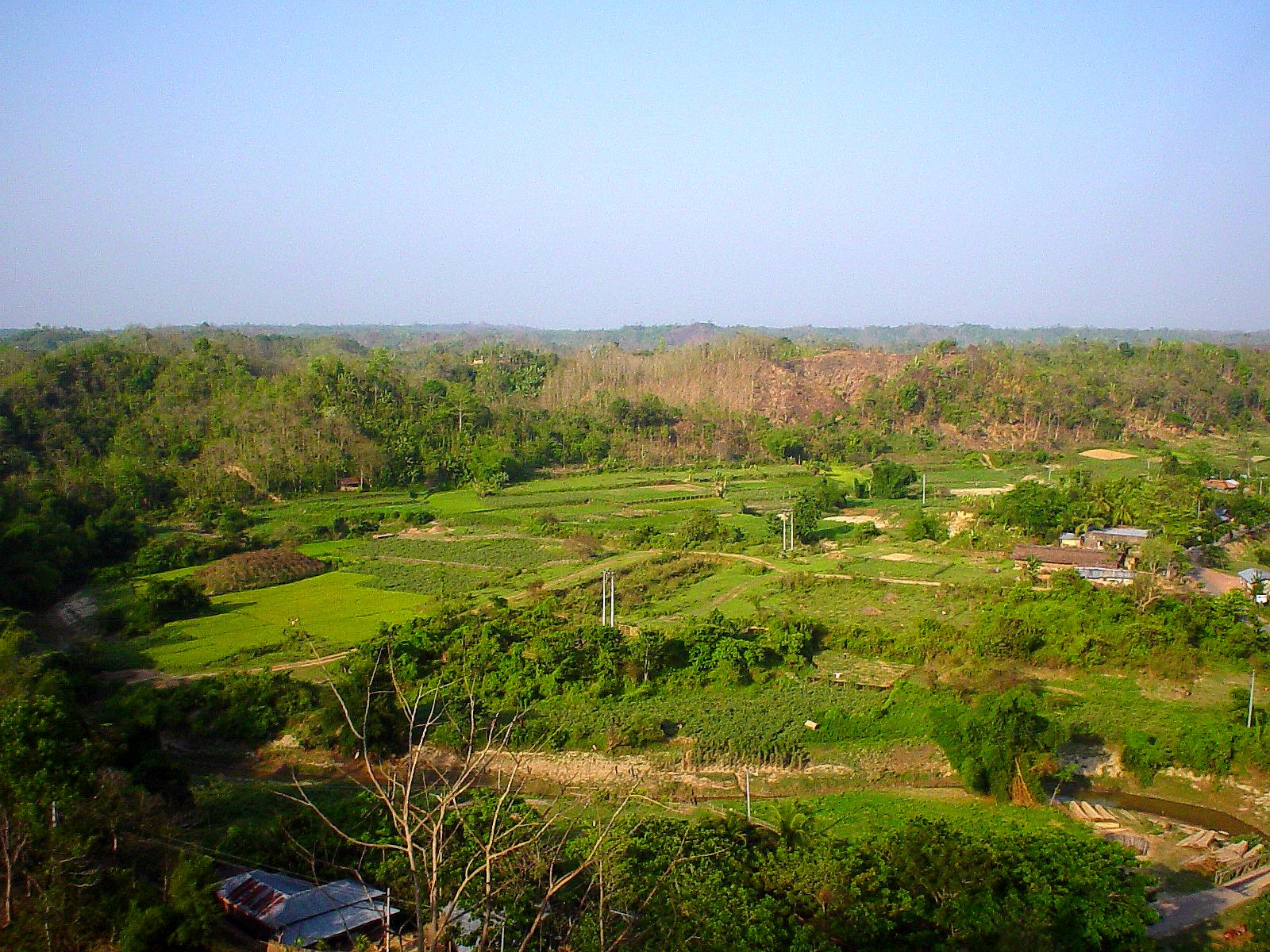
Bandarban

Die britische Kolonialverwaltung schützte die Jumma vor dem Zuzug muslimischer Bengalen, um die soziale Struktur und die Kultur zu erhalten. Nach der Gründung Pakistans im Zuge der Teilung Indiens wurden die Jumma als Bewohner des damals Pakistan zugehörigen Bangladesch von der pakistanischen Regierung als anti-pakistanisch eingestuft und der Zuzug von Nicht-Einheimischen wurde erlaubt und gefördert. Des Weiteren wurde in den 1960er Jahren der riesige Staudamm für den Karnaphulistausee gebaut, der das beste Ackerland (40 %) und den Siedlungsraum von 100.000 Jumma unter Wasser setzte und damit zerstörte.
Nach der Konstituierung Bangladeschs als Staat im Zuge der nach einem Sezessionskrieg erlangten Unabhängigkeit von Pakistan stellten die Jumma Forderungen an die neue Regierung, die die Autonomie der CHT, die Erhaltung des Standes der Regelung von 1900, die Anerkennung der drei Jumma-Könige als Oberhäupter des Chittagong Hill Tract und die Beendigung der zuvor gezielten forcierten Zuwanderung von Nicht-Jumma beinhalteten. Diese Forderungen wurden allesamt von Premierminister Mujibur Rahman abgelehnt.
Seitdem wurden die Jumma Opfer politisch motivierter Verfolgung und kollektiver Unterdrückungsmaßnahmen, es kam zu Vergewaltigungen und zur Folterung von Jumma durch die Sicherheitskräfte. Die Armee Bangladeschs ist in den CHT omnipräsent. In Reaktion darauf bildeten sich unter den Jumma militante Widerstandsgruppen, die sich in den Urwald zurückzogen.
Im Jahre 1997 unterzeichnete die Jana Samhati Samiti (JSS), die kollektive, politische Vertretung der Jumma, ein Abkommen mit der Regierung Bangladeschs.
Ein bis heute andauerndes Problem ist der starke Bevölkerungsdruck im extrem dicht besiedelten Tiefland von Bangladesch. Am 16. Juli 2016 erklärte der bangladeschische Informationsminister Hasanul Haq Inu, dass die Chittagong Hill Tracts mittlerweile mit 1,6 Millionen Einwohnern „bis zum Rand mit Bevölkerung gefüllt“ seien und daher der weitere Zuzug von Menschen aus dem Flachland nicht mehr erlaubt werden könne. Es herrsche ein akuter Mangel an bebaubarem Land.

## Bevölkerung
Die Bergregion wird hauptsächlich von 13 Bevölkerungsgruppen besiedelt, die sich selbst als die Jumma, die ersten Menschen, die die Chittagong Hill Tracts besiedelten, sehen. Sie heißen Chakma, Marma, Tripuri, Tanchangya, Mru, Murung, Lushai, Khumi, Chak, Khyang, Bawm, Pankhua und Reang. Die Jumma unterscheiden sich von der restlichen Bevölkerung Bangladeschs durch ihre Sprache, Kultur, Religion und Ethnie. Während die Bengalen den indoeuropäischen Völkern zugeordnet werden, sind die Jumma mongolischen Ursprunges.